# Monieux
 Monieux  es una población y comuna francesa, en la región de Provenza-Alpes-Costa Azul, departamento de Vaucluse, en el distrito de Carpentras y cantón de Sault.
Está integrada en la Communauté de communes du Pays de Sault.

## Demografía
| 163 | 151 | 122 | 171 | 158 | 250 |
| Para los censos de 1962 a 1999 la población legal corresponde a la población sin duplicidades (Fuente: INSEE [Consultar]) |     |     |     |     |     |